# Xã Middletown, Quận Bucks, Pennsylvania
Xã Middletown (tiếng Anh: Middletown Township) là một xã thuộc quận Bucks, tiểu bang Pennsylvania, Hoa Kỳ. Năm 2010, dân số của xã này là 45.436 người.